# Хендерсон (округ, Кентукки)
Хе́ндерсон (англ. Henderson County) — округ в США, штате Кентукки. По состоянию на 2010 год, численность населения составляла 46 250 человек. Был основан в 1799 году, получил своё название в честь американского пионера и коммерсанта Ричарда Хендерсона.

## География
По данным Бюро переписи США, общая площадь округа равняется 1210 км², из которых 1140 км² суша и 70 км² или 5,80 % это водоёмы.

## Население
По данным переписи населения 2000 года в округе проживает 44 829 жителей в составе 18 095 домашних хозяйств и 12 576 семей. Плотность населения составляет 39,00 человек на км2. На территории округа насчитывается 19 466 жилых строений, при плотности застройки около 17-ти строений на км2. Расовый состав населения: белые — 91,16 %, афроамериканцы — 7,10 %, коренные американцы (индейцы) — 0,16 %, азиаты — 0,33 %, гавайцы — 0,01 %, представители других рас — 0,39 %, представители двух или более рас — 0,86 %. Испаноязычные составляли 0,00 % населения независимо от расы.
В составе 32,40 % из общего числа домашних хозяйств проживают дети в возрасте до 18 лет, 54,40 % домашних хозяйств представляют собой супружеские пары проживающие вместе, 11,60 % домашних хозяйств представляют собой одиноких женщин без супруга, 30,50 % домашних хозяйств не имеют отношения к семьям, 26,40 % домашних хозяйств состоят из одного человека, 10,60 % домашних хозяйств состоят из престарелых (65 лет и старше), проживающих в одиночестве. Средний размер домашнего хозяйства составляет 2,43 человека, и средний размер семьи 2,93 человека.
Возрастной состав округа: 24,60 % моложе 18 лет, 8,40 % от 18 до 24, 30,00 % от 25 до 44, 23,90 % от 45 до 64 и 23,90 % от 65 и старше. Средний возраст жителя округа 37 лет. На каждые 100 женщин приходится 93,60 мужчин. На каждые 100 женщин старше 18 лет приходится 90,60 мужчин.
Средний доход на домохозяйство в округе составлял 35 892 USD, на семью — 44 703 USD. Среднестатистический заработок мужчины был 33 838 USD против 22 572 USD для женщины. Доход на душу населения составлял 18 470 USD. Около 9,70 % семей и 12,30 % общего населения находились ниже черты бедности, в том числе — 17,20 % молодёжи (тех, кому ещё не исполнилось 18 лет) и 10,10 % тех, кому было уже больше 65 лет.